# Dálnice M0 (Maďarsko)
Dálnice M0 (maď M0-s autóút) je rychlostní silnice v Maďarsku představující dálniční okruh hlavního města Budapešti. Ne všechny postavené úseky splňují parametry dálnice, komunikace je proto kategorizována jako silnice pro motorová vozidla. V současnosti (2022) je v provozu 79 z plánovaných 108 km délky a okruhem jsou propojeny všechny dálnice vycházející radiálně z Budapešti (a také všechny hlavní silnice kromě č. 10).

## Trasa a historie výstavby
Trasa zhruba kopíruje administrativní hranici Budapešti; nejvíce se od ní vzdaluje na jihovýchodě, kde se uvnitř okruhu nacházejí i města Gyál a Vecsés, zatímco na jihozápadě prochází skrz zástavbu XXII. obvodu (Nagytétény). Dvakrát překonává Dunaj – na jihu mostem Ference Deáka a na severu Megyerským mostem. Začátek staničení (kilometráže) je na křižovatce s dálnicí M1 u Budaörse.
Jako první byla v letech 1988–1995 postavena 29 km dlouhá jižní část okruhu mezi dálnicemi M1, M7 a M5, původně pouze v parametrech čtyřproudé rychlostní silnice s ostrými oblouky a bez stavebně oddělených směrů, s maximální povolenou rychlostí 80 km/h. Tím byl z města odveden významný tranzitní proud na trase Győr–Szeged (silnice E75), ale silnice začala brzy trpět přetížením a brzy musela být doplněna alespoň oddělovací svodidla mezi protisměrnými pruhy.
Roku 1998 byl otevřen úsek severní části M0 mezi silnicí č. 2 (později M2) a M3, prozatím izolovaný od zbytku okruhu.
Roku 2005 byl postaven 12km úsek spojující M5 s plánovanou křižovatkou s dálnicí M4, roku 2008 prodloužený o dalších 26 km k dálnici M3, čímž byla dokončena východní část okruhu a napojena na již hotový úsek části severní. Téhož roku byl zprovozněn Megyerský most, propojující okruh se silnicí č. 11 a výrazně usnadňující dopravu mezi břehy Dunaje severně Budapešti (nejbližším silničním spojením zde do té doby byl Arpádův most).
Roku 2010 byla postavena propojka M31 od Pécelu ke Gödöllő, výrazně zkracující cestu z jižní části okruhu na dálnici M3.
Protože starší jižní část M0 se na M5 napojovala blíže k centru města, roku 2013 byla otevřena nová propojka z jižní části M0 přímo na křižovatku M5 s východní částí M0, a opuštěný úsek původní M0 byl přejmenován na M51. V téže době také probíhala rekonstrukce a rozšiřování staré jižní části M0, na většině délky na šest pruhů, a na provozní rychlost 110 km/h.
Od roku 2013 tak zbývá postavit zbytek severní části M0 (mezi silnicemi č. 11 a č. 10) a celá část západní (zbylý úsek k dálnici M1), což ovšem naráží na velmi složitý terén plný chráněných území, jeskyní či zástavby (Budínské vrchy). Podle plánu by zde měl být okruh veden dvěma dlouhými tunely a prozatím je výstavba odložena.
V budoucnu má být tento okruh ještě doplněn vnějším dálničním polookruhem značeným jako dálnice M100.

## Externí odkazy

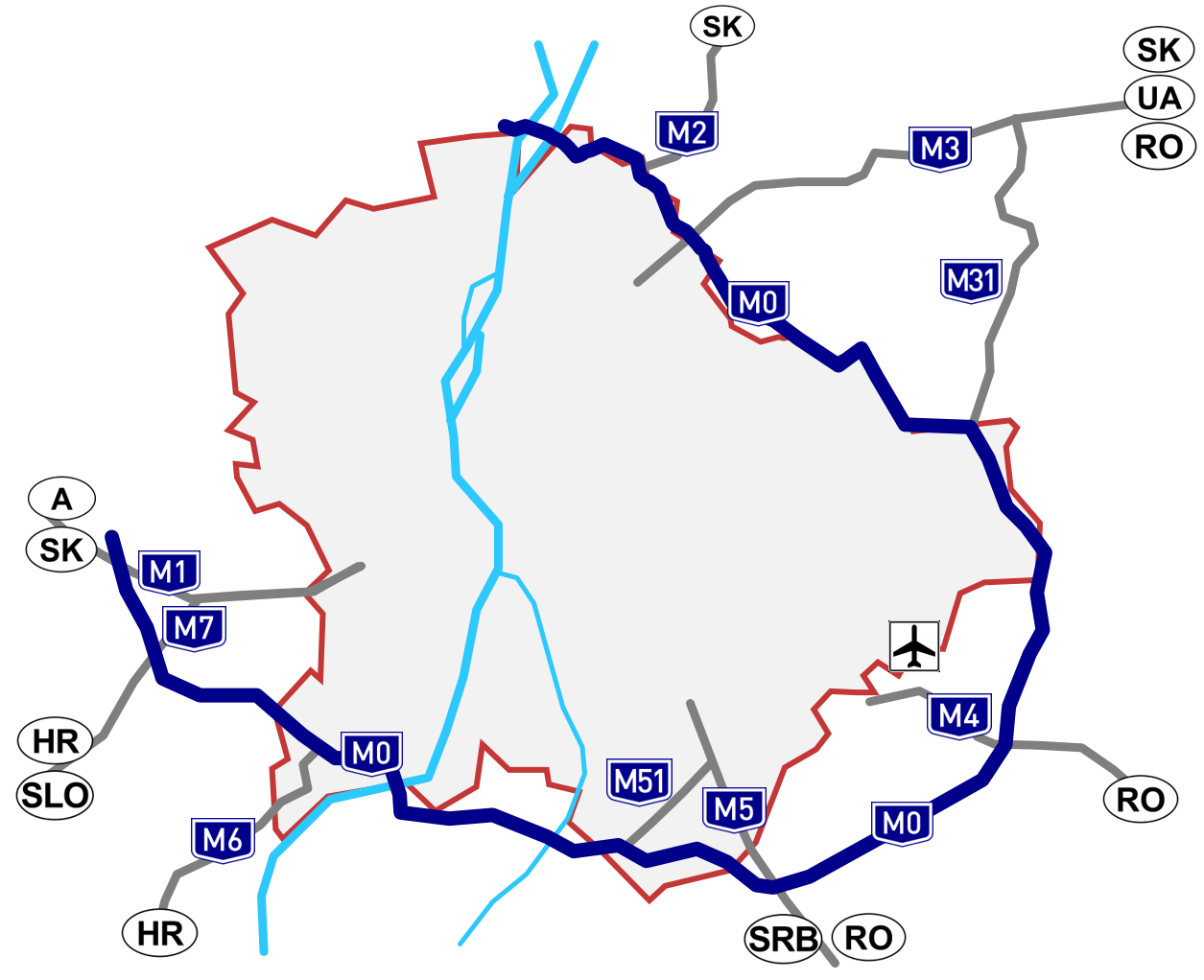
Poloha dálnice M0 na výřezu mapy Maďarska